# Ik zal je nooit meer vergeten
Ik zal je nooit meer vergeten is een single uit 1974 van Roger Baeten. Het was zijn tweede hitje en tevens laatste in Vlaanderen.
Een Duitse versie met als titel Ich kann dich nie mehr vergessen verscheen later dat jaar als B-zijde van de single Bleib doch bei mir. Deze versie werd eveneens door Baeten gezongen.

## Hitnotering

### BelgischeBRT Top 30
| Hitnotering: 27-4-1974 t/m 3-5-1974 | Hitnotering: 27-4-1974 t/m 3-5-1974 | Hitnotering: 27-4-1974 t/m 3-5-1974 |
| Week:                               | 1                                   |                                     |
| ----------------------------------- | ----------------------------------- | ----------------------------------- |
| Positie:                            | 29                                  | uit                                 |